# Schnepfenfische
Die Schnepfenfische (Centriscidae) sind eine Familie der Seenadelartigen (Syngnathiformes).

## Verbreitung
Die Tiere leben weltweit in gemäßigten und subtropischen Meeren, teilweise in Tiefen bis 1000 Metern. Die Gattungen Centriscops und Notopogon kommen nur auf der südlichen Erdhalbkugel vor. Der Gewöhnliche Schnepfenfisch (Macroramphosus scolopax) lebt auch an den Küsten Westeuropas und im Mittelmeer. Die vier Arten der Unterfamilie der Schnepfenmesserfische (Centriscinae) leben im flachen Regionen des tropischen Indopazifik.

## Merkmale
Es handelt sich um seitlich abgeflachte, schmale Fische mit langen, röhrenförmigen Pipettenschnauzen und endständigen, zahnlosen Mäulern. Die verschiedenen Arten erreichen Längen zwischen 15 und 33 cm. Ihre ersten fünf oder sechs Wirbel sind verlängert. Die kleinen Bauchflossen besitzen einen Flossenstachel und vier Weichstrahlen.

## Innere Systematik

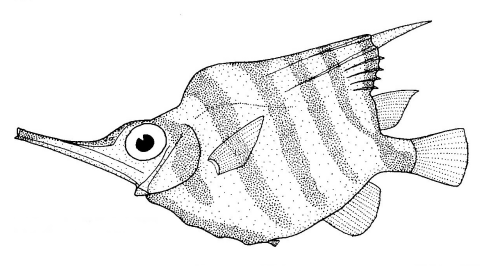
Centriscops humerosus

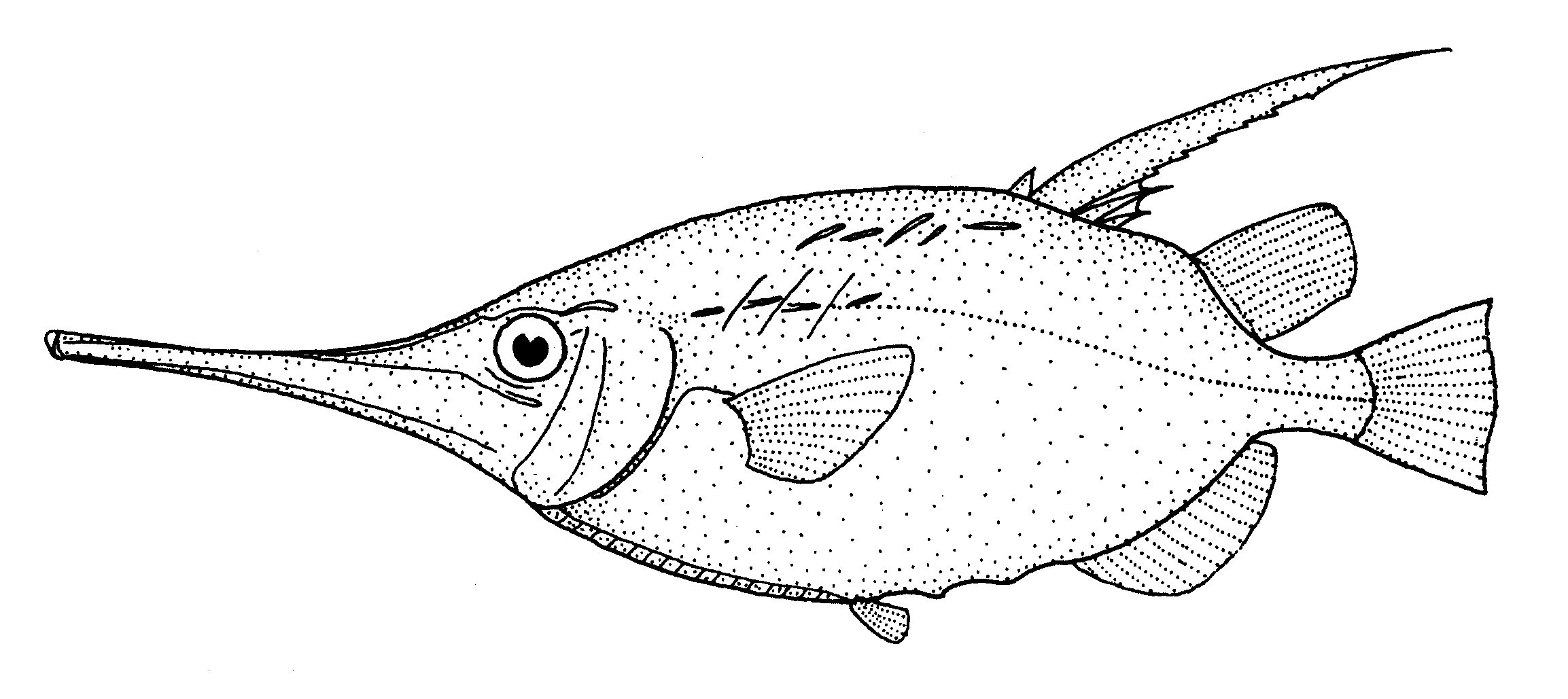
Macroramphosus scolopax

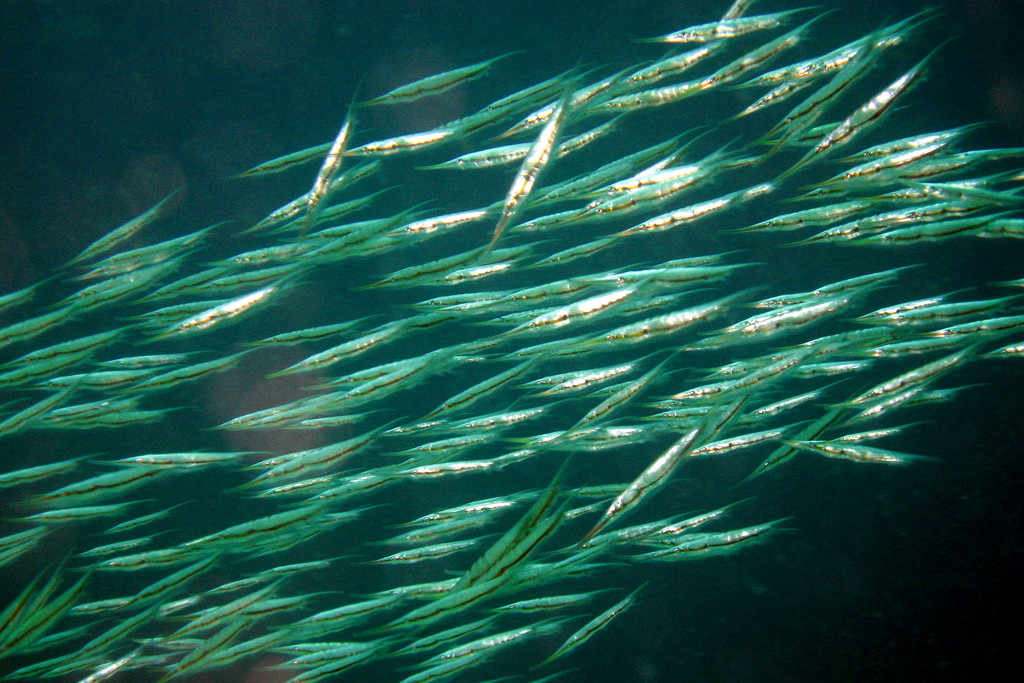
Ein Schwarm des Gestreiften Schnepfenmesserfischs (Aeoliscus strigatus) vor Cebu

Es sind fünf Gattungen in zwei Unterfamilien mit insgesamt zwölf Arten als valide anerkannt:
- Unterfamilie Blasebalgfische (Macroramphosinae)
  - Gattung Centriscops Gill, 1862
    - Gebänderter Blasebalgfisch (Centriscops humerosus (Richardson, 1846))

  - Gattung Macroramphosus Lacepède, 1803
    - Schlanker Schnepfenfisch (Macroramphosus gracilis (Lowe, 1839))
    - Gewöhnlicher Schnepfenfisch (Macroramphosus scolopax (Linnaeus, 1758))

  - Gattung Notopogon Regan, 1914
    - Notopogon armatus (Sauvage, 1879)
    - Notopogon fernandezianus (Delfin, 1899)
    - Kronen-Blasebalgfisch (Notopogon lilliei Regan, 1914)
    - Notopogon macrosolen Barnard, 1925
    - Orangefarbener Blasebalgfisch (Notopogon xenosoma Regan, 1914)
- Unterfamilie Schnepfenmesserfische (Centriscinae)
  - Gattung Aeoliscus Jordan & Starks, 1902
    - Gepunkteter Schnepfenmesserfisch (Aeoliscus punctulatus (Bianconi, 1855))
    - Gestreifter Schnepfenmesserfisch (Aeoliscus strigatus (Günther, 1861))

  - Gattung Centriscus Linnaeus, 1758
    - Centriscus cristatus (De Vis, 1885)
    - Centriscus scutatus Linnaeus, 1758